# Sinnamary
Sinnamary é uma comuna francesa do departamento de ultramar da Guiana Francesa. Sua população em 2007 era de 3 110 habitantes. 

## Ligações Externas
- Site pessoal de Sinnamary
- Site du Conselho geral da Guiana